# Scarface (Push It to the Limit)
Pour les articles homonymes, voir Scarface.
Scarface (Push It to the Limit) est une chanson écrite et composée par les producteurs de disques italiens Giorgio Moroder et Pete Bellotte. Interprétée par Paul Engemann, elle apparaît dans la bande originale du film Scarface (1983). Dans le film, elle illustre un montage montrant l'ascension de Tony Montana qui prend la tête du trafic de cocaïne à Miami après l'assassinat de Frank Lopez.

## Autres utilisations
La chanson apparaît également dans South Park, dans l'épisode Les Stéroïdes, ça déchire ainsi que dans American Dad! (L'Oscar de la triche) et dans la saison 27 des Simpson, dans le générique de l'épisode 11.
Cette chanson est également présente dans le jeu vidéo Grand Theft Auto III sur la station de radio Flashback 95.6. Elle a été reprise par Rick Ross dans une chanson nommée Push It. Elle a également été reprise en 2015 par Battle Beast en bonus-track de l'album Unholy Savior (en).
La chanson est présente dans l'épisode 4 de la saison 2 de Stranger Things (2017).
La chanson est présente dans le jeu vidéo Scarface: The World Is Yours de 2006.
On peut l'entendre dans le film d'animation Ninja Turtles: Teenage Years (2023).
Elle est utilisée par Renault dans ses publicités en 2024.